# IJsbaan van Helsinki
In Helsinki staan vele ijsbanen met elk hun eigen internationale geschiedenis. De ijsbaan die tegenwoordig wordt gebruikt is Oulunkylä.

## Oulunkylän liikuntapuisto

### Europese- en wereldkampioenschappen
- 1978 - WK allround vrouwen
- 1983 - WK sprint
- 1983 - WK bandy
- 1991 - WK bandy
- 1998 - EK allround
- 2017 - WK junioren

### Baanrecords
| Discipline      | Schaatsster         | Land | Tijd    | Datum      |
| --------------- | ------------------- | ---- | ------- | ---------- |
| 500m            | Catriona LeMay-Doan | CAN  | 39,02   | 28-01-2001 |
| 1000m           | Monique Garbrecht   | GER  | 1.19,40 | 28-01-2001 |
| 1500m           | Claudia Pechstein   | GER  | 2.04,64 | 10-01-1998 |
| 3000m           | Anni Friesinger     | GER  | 4.19,99 | 10-01-1998 |
| 5000m           | Gunda Niemann       | GER  | 7.34,26 | 06-12-1992 |
| Kleine vierkamp | Claudia Pechstein   | GER  | 172,818 | 11-01-1998 |

| Discipline     | Schaatser           | Land | Tijd     | Datum      |
| -------------- | ------------------- | ---- | -------- | ---------- |
| 500m           | Mika Poutala        | FIN  | 36,00    | 19-12-2015 |
| 1000m          | Jeremy Wotherspoon  | CAN  | 1.12,13  | 28-01-2001 |
| 1500m          | Hallgeir Engebråten | NOR  | 1.52,87  | 27-01-2019 |
| 3000m          | Hallgeir Engebråten | NOR  | 3.58,52  | 26-01-2019 |
| 5000m          | Chris Huizinga      | NED  | 6.46,40  | 18-02-2017 |
| 10.000m        | Bart Veldkamp       | BEL  | 14.30,79 | 11-01-1998 |
| Grote vierkamp | Rintje Ritsma       | NED  | 161,335  | 11-01-1998 |

## Kallion Tekojäärata

### Europese- en wereldkampioenschappen
- 1971 - WK allround vrouwen

## Pirkkola

### Europese- en wereldkampioenschappen
- 1968 - WK allround vrouwen

## Eläintarhan Urheilukenttä

### Grote kampioenschappen
- 1958 - Fins kampioenschap allround vrouwen

## Töölön Pallokenttä (Tolo Boldplan)

### Europese- en wereldkampioenschappen
- 1934 - WK allround mannen
- 1935 - EK allround mannen

### Wereldrecords
| Nr. | Discipline     | Naam         | Land    | Tijd   | Datum            |
| --- | -------------- | ------------ | ------- | ------ | ---------------- |
| 1.  | 1500 meter (v) | Verné Lesche | Finland | 2.49,0 | 26 februari 1933 |

## Olympiastadion

### Europese- en wereldkampioenschappen
- 1939 - WK allround mannen
- 1948 - WK allround mannen
- 1950 - EK allround mannen
- 1953 - WK allround mannen
- 1956 - EK allround mannen
- 1958 - WK allround mannen
- 1961 - EK allround mannen
- 1964 - WK allround mannen

## Kaisaniimenlahti

### Europese- en wereldkampioenschappen
- 1922 - EK allround mannen

## Töölönlahti (Tölöviken)

### Europese- en wereldkampioenschappen
- 1931 - WK allround mannen

## Pohjoissatama (Norra Hamnen)

### Europese- en wereldkampioenschappen
- 1898 - EK allround mannen
- 1902 - WK allround mannen
- 1906 - WK allround mannen
- 1910 - WK allround mannen
- 1913 - WK allround mannen
- 1924 - WK allround mannen